# Honismeret (folyóirat)
Honismeret Közreadja a Honismereti Szövetség. Székhely: Budapest.

## Előzmények
A Honismeret folyóirat elődje a hasonló címmel 1961 és 1969 között 11 alkalommal megjelent ún. szürke füzetek volt, ami a Hazafias Népfront (HNF) „szakkörvezetők részére kiadott tájékoztatója” volt. Szerkesztette: Dömötör Sándor. 
Skrabut Éva által összeállított repertóriuma a HNF kiadásában 1974-ben 98 oldal terjedelemmel jelent meg személynév-, földrajzi-, intézményi- és tárgymutatóval. Ezzel párhuzamosan rendszertelenül jelent meg Székely György és Töltési Imre szerkesztésében a Honismeret–Helytörténet nevű periodika, ami ugyancsak a honismereti mozgalom szellemi alapozását szolgálta.

## Története röviden
A jelenlegi folyóiratot 1972-től számítjuk, amikor Hová röpül a páva? címmel, számozás nélkül, majd 1973-ban 4., 1974-ben 6. szám, Honismereti Híradó címmel látott napvilágot. 1975-től Honismeret a neve és az 1990-es esztendő néhány összevont számától eltekintve évente hat alkalommal jelenik meg, 1989-ig a HNF, 1990 óta a Honismereti Szövetség kiadásában. Szerkesztője: 1972–1973: Morvay Péter, 1974 –2011: Halász Péter, 2011 – 2016: Selmeczi Kovács Attila, 2016-tól: Hála József. 
Az évente hatszor megjelenő folyóirat tájékoztat a honismereti mozgalom eseményeiről, információival mozgalomszervező szerepet tölt be. Segíti a pedagógusok, az egyetemi és a középiskolai diákok munkáját, szakdolgozatok és pályázatok készítőit, a szakkörök és más, honismereti jellegű közösségek tevékenységét, honismerettel foglalkozó hivatásos és amatőr szakemberekét egyaránt. Képekkel illusztrált tanulmányai, cikkei között találhatók módszertani, anyagközlő és híreket, információkat nyújtó írások. Szerzőgárdája a különböző tudományágak szakembereiből, valamint a szakterületek amatőr – de sohasem dilettáns – művelőiből verbuválódik. Közli a honismereti jellegű pályázatok felhívásait és eredményjegyzékét, a magyar nyelvterületen megjelenő fontosabb, honismereti témájú kiadványok ismertetéseit és bibliográfiáját. Évente tájékoztat tudományos és művelődési élet történetének jelentősebb személyeinek születési- valamint halálozási évfordulóról.

## Témakörei, szerkesztői
Fő témakörei: Helytörténet, helyismeret, történelem általában, művelődéstörténet. Székely György történész, majd Halász Péter szerkesztette, 38. évf. 2010 : 5. számtól Selmeczi Kovács Attila. A mindenkori szerkesztő munkáját az olvasószerkesztő és a Szerkesztési Bizottság elnöke segítette. A digitális változat Csiffáry Tamás munkáját dicséri. Repertóriumot 1991-ben adtak közre.

### Szerkesztőség részletesen
- 1972. Felelős szerkesztő: Töltési Imre; szerkesztő: Morvay Péter
- 1973. Felelős szerkesztő: Töltési Imre; szerkesztő: Morvay Péter; a szerkesztő bizottság elnöke (továbbiakban elnök) Kamarás Rezső
- 1974–1976/1. sz. Felelős szerkesztő: Töltési Imre; szerkesztő: Halász Péter; elnök: Kamarás Rezső
- 1976/2-3. sz.–6. 1978/1-6. sz. Felelős szerkesztő: Töltési Imre; főszerkesztő: Székely György; szerkesztő: Halász Péter; a szerkesztőbizottság elnöke: Kamarás Rezső
- 1979/1. sz. Felelős főszerkesztő [sic!]: Töltési Imre; főszerkesztő: Székely György; szerkesztő: Halász Péter; elnök: Kamarás Rezső
- 1979/2–5/6. sz. Felelős szerkesztő: Töltési Imre; főszerkesztő: Székely György; szerkesztő: Halász Péter; elnök: Kamarás Rezső
- 1980/1–4. sz. Felelős szerkesztő: Töltési Imre; főszerkesztő: Székely György; szerkesztő: Halász Péter; elnök: Kamarás Rezső (neve fekete keretben!)
- 1980/5–6. sz. Felelős szerkesztő: Töltési Imre; főszerkesztő: Székely György; szerkesztő: Halász Péter
- 1981/1–4. sz. Felelős szerkesztő: Töltési Imre; főszerkesztő: Székely György; szerkesztő: Halász Péter; elnök: Ágoston László
- 1981/5–10. 1982/3. sz. Felelős szerkesztő: Juhász Róbert; főszerkesztő: Székely György; szerkesztő: Halász Péter; elnök: Ágoston László
- 1982/4–17. 1989/4. sz. Felelős szerkesztő: Juhász Róbert; főszerkesztő: Székely György; szerkesztő: Halász Péter; elnök: Ágoston László; tördelőszerkesztő: Török László (csak a 10.1982/6. számban: műszaki szerkesztő)
- 1989/5. sz. Felelős szerkesztő: Juhász Róbert; főszerkesztő: Székely György; szerkesztő: Halász Péter; tördelőszerkesztő: Török László
- 1989/6. sz. Felelős szerkesztő: Bartha Éva; főszerkesztő: Székely György; szerkesztő: Halász Péter; tördelőszerkesztő: Török László
- 1990/1-4. sz. Főszerkesztő: Székely György; szerkesztő: Halász Péter; tördelőszerkesztő: Török László
- 1990/5-6. sz. Főszerkesztő: Székely György; szerkesztő: Halász Péter; tördelőszerkesztő: Notárius József
- 1991/1–23. 1995/3. Főszerkesztő: Székely György; szerkesztő: Halász Péter; műszaki szerkesztő: Notárius József [csak a 19.1991/1. számban Nótórius [sic!] József; a 21. 1993/1-2. számban nem szerepel a neve]
- 1995/4-5. Főszerkesztő: Székely György; szerkesztő: Halász Péter
- 1995/6–38. 2010/4. Szerkeszti: Halász Péter (a 25.1997/5. számból hiányzik a szerkeszti megjelölés)
- 2010/5. sz. óta szerkeszti: Selmeczi Kovács Attila[2]
- 2016/1. sz. óta szerkeszti: Hála József

## Állományadatok
1. évfolyam 1975:1/2; 2. évfolyam 1976:1-6–39. évfolyam 2011:1-6; 40. évfolyam 2012:1–

## A Honismeret folyóirat jeles szerzői
- Gazda István
- Sebestyén Kálmán
- Selmeczi-Kovács Attila
- Kováts Dániel
- Csorba Csaba
- Andrásfalvy Bertalan
- Timaffy László
- Kóka Rozália
- Csorba László
- László Gyula
- Lezsák Sándor
- Böjte Csaba
- Áder János
- Hermann Róbert
- Romsics Imre
- Barna Gábor
- Kupa Mihály
- Fekete Gyula
- Pozsgay Imre
- Lele József
- Hanák Péter
- Glatz Ferenc
- Szakály Sándor